# NetHack
NetHack is een RPG voor meerdere platforms, waaronder Linux. Het spel werd uitgebracht in 1987. Het spel is tekstgebaseerd (ASCII), hoewel er ook grafische omgevingen voor bestaan zoals Vulture. Het spel is onder de Nethack General Public License, een variant van de GPL, gepubliceerd. Nethack is dus vrije software. Het spel is een verdere ontwikkeling van het spel Hack (1985), dat op zijn beurt een evolutie van de oervader Rogue is (1980).

## Platforms
| Jaar | Platform              |
| ---- | --------------------- |
| 1987 | DOS                   |
| 1988 | Amiga                 |
| 1989 | Macintosh             |
| 1992 | Linux                 |
| 1993 | Atari ST, Windows (?) |
| 2001 | Acorn 32-bit          |
| 2005 | Browser               |
| 2009 | GP32, iPhone          |

## Ontvangst
| Beoordeeld door    | Platform  | Datum           | Score |
| ------------------ | --------- | --------------- | ----- |
| GameHippo.com      | Windows   | 18 januari 2000 | 90%   |
| GameHippo.com      | DOS       | 18 januari 2000 | 90%   |
| Abandonia Reloaded | Linux     | 23 juli 2007    | 88%   |
| Abandonia Reloaded | Windows   | 23 juli 2007    | 88%   |
| Abandonia Reloaded | Amiga     | 23 juli 2007    | 88%   |
| Abandonia Reloaded | Macintosh | 23 juli 2007    | 88%   |

## Trivia
- Het spel is opgenomen in het boek 1001 Video Games You Must Play Before You Die van Tony Mott.